# I Put a Spell on You
I Put a Spell on You — студійний альбом американської джазової співачки, авторки пісень та піаністки Ніни Сімон. Записаний у 1964 та 1965 роках у Нью-Йорку, він вийшов на лейблі Philips Records у 1965 році. Він посів 99 місце в чарті Billboard 200 та 9 місце в UK Albums Chart. Заголовний трек «I Put a Spell on You» посів 23 місце в чарті Hot Rhythm & Blues Singles та 28 місце в чарті UK Singles Chart.
Альбом був перевиданий у листопаді 2020 року лейблами Verve та Universal Music Enterprises у рамках серії Acoustic Sounds «для аудіофілів».

## Критична оцінка
Рецензент AllMusic Річі Унтербергер дав альбому 3 зірки з 5, назвавши його «одним з найбільш поп-орієнтованих альбомів, але також одним з її найкращих і найбільш послідовних». Він додав: «Тут є дійсно чудові мелодії та інтерпретації, в яких Сімон дає перевагу потенційно фейковим поп-пісням, роблячи раптову (але не нехарактерну) перерву для прямого джазового інструменталу в 'Blues on Purpose'».
У 2017 році NPR поставило його на 3 місце у списку «150 найкращих альбомів, створених жінками». Пишучи для NPR, Одді Корніш назвала його «найбільш близьким до поп-музики, який ви коли-небудь чули».

## Трек-лист
| #   | Назва                                                              | Тривалість |
| --- | ------------------------------------------------------------------ | ---------- |
| 1.  | «I Put a Spell on You» (Скрімін Джей Хокінс)                       | 2:34       |
| 2.  | «Tomorrow Is My Turn» (Шарль Азнавур, Марсель Стеллман, Ів Стефан) | 2:48       |
| 3.  | «Ne me quitte pas» (Жак Брель)                                     | 3:34       |
| 4.  | «Marriage Is for Old Folks» (Леон Карр, Ерл Шуман)                 | 3:29       |
| 5.  | «July Tree» (Ірма Юрист, Єва Меріам)                               | 2:41       |
| 6.  | «Gimme Some» (Енді Страуд)                                         | 2:57       |
| 7.  | «Feeling Good» (Леслі Брікусс, Ентоні Ньюлі)                       | 2:53       |
| 8.  | «One September Day» (Руді Стівенсон)                               | 2:48       |
| 9.  | «Blues on Purpose» (Стівенсон)                                     | 3:16       |
| 10. | «Beautiful Land» (Брікусс, Ньюлі)                                  | 1:54       |
| 11. | «You've Got to Learn» (Азнавур, Стеллман)                          | 2:41       |
| 12. | «Take Care of Business» (Страуд)                                   | 2:03       |

## Персоналії
- Ніна Сімон — піаніно, вокал
- Руді Стівенсон — гітара
- Гел Муні — аранжування, диригування
- Гораc Отт — аранжування, диригування